# Armungia
Armungia (en sard, Armunja) és un municipi italià, dins de la província de Sardenya del Sud. L'any 2007 tenia 584 habitants. Es troba a la regió de Sarrabus-Gerrei. Limita amb els municipis de Ballao, San Nicolò Gerrei, Villaputzu i Villasalto.

## Administració
| Període | Identitat      | Partit        |
| ------- | -------------- | ------------- |
| 2006-   | Antonio Quartu | Llista cívica |

## Personatges il·lustres
- Emilio Lussu, polític sard.